# J'en suis !
Pour plus de détails, voir Fiche technique et Distribution.
 J'en suis !  est un film québécois réalisé par Claude Fournier, sorti en 1997 et mettant en vedette Roy Dupuis dans le rôle de Dominique Samson, un talentueux architecte et Patrick Huard, dans le rôle de Pierre Sanchez, son ami et partenaire d'affaires. La distribution inclut, entre autres, Albert Millaire, Charlotte Laurier et France Castel, respectivement, le nouveau patron, la conjointe et la mère trop protectrice de Dominique. Plusieurs membres de l'UDA y font également un passage éclair.

## Synopsis
Dominique, un architecte hétérosexuel au bord de la faillite doit se faire passer pour homosexuel lorsqu'il se voit offrir un poste bien payé dans le monde fermé des antiquaires. Avec l'appui de son partenaire d'affaires et ami Pierre, ils mettent en scène la supercherie de façon si convaincante que sa femme Maude veut le laisser alors que sa mère est ravie d'avoir finalement un fils gay.

## Fiche technique
- Réalisation : Claude Fournier
- Production : Mychèle Boudrias et Marie-José Raymond
- Scénario : Claude Fournier et Marie-José Raymond

## Distribution
- Roy Dupuis : Dominique Samson
- Patrick Huard : Pierre Sanchez
- Charlotte Laurier : Maude
- Albert Millaire : DeBeauregard
- Normand Lévesque : Victor
- Guy Nadon : Dr Lamoureux
- France Castel : Élisabeth Ballester
- Arielle Dombasle : Rose Petipas
- Sophie Faucher : La Sodoma
- Nanette Workman : Sandy Klein
- Jacques Languirand : Igor de Lonsdale
- Micheline Lanctôt : Huissier Saisibec
- Jean-Guy Bouchard : Huissier Saisibec
- Dan Bigras : Motard ami de Victor
- Martin Thibodeau : Motard
- Claude Rajotte : Sico-Sico
- Paul Buissonneau : Metteur en scène
- Annie Dufresne : Sophie
- Claude Gai : Émile Lalancette
- Paul-Antoine Taillefer : Hugo
- Louis Champagne : Ministre de la Culture
- Marie-Anne Larochelle : Corinne
- Xavier Dolan-Tadros : Edouard
- Mireille Naggar : Vendeuse Herpès
- Maude Guérin : Mimi
- Jacynthe René : Solange
- Julien Bessette : Monsieur Corbeil
- Daniel Dõ : Serviteur de M. Corbeil
- Patrice Robergeau : Chauffeur de taxi
- Raymond Ducasse : Voisin au chien
- Jules Philip : Brocanteur
- Pascal Gruselle : Maître d'hôtel
- Sébastien Delorme : Serveur Auberge
- Patrice Coquereau : Contrôleur Carbone 14
- Emmanuelle Beaugrand-Champagne : Camériste Hôtel

Boutique Bodygay
- Martin David Peters : Sacha
- Luc D'Arcy : Elektra
- Audrey Bitton : Vendeuse
- Chantal Blanchette : Vendeuse
- Vincent Girard : Danseur
- Marven Monestime : Danseur
- Philippe Montpetit : Danseur

Encan
- Tania Kontoyanni : Pink Lady
- Luc-Martial Dagenais : L'expert
- Jean-Pierre Gonthier : Commis au téléphone
- Rhéal Guévremont : Sherlock Holmes
- Mak David : Acheteur
- Patrick Caux : Clerc
- Carl-Patrice Dupuis : Clerc

Vernissage
- Jean Charest : Anatole Bouffant
- Luc Charpentier : Andrew L.
- Stewart Myiow : M. Muscle
- Alvin Powell : M. Muscle
- Russel Ducasse : Modèle
- Olivier Akerblum : Modèle
- Benoît Brisebois : Modèle
- Robert Bazos : Modèle
- Marcus Champagne : Modèle

- Jean-Nicolas Verreault : Client Zanzibar
- Christine Bellier : Serveuse Zanzibar
- Amir Ali : Serveur Café
- Greg Peckett : Portier Hôtel
- Piero Termini : Concierge Hôtel
- José Ribero : Bagagiste Hôtel
- Sylvain Beauchamp : Déménageur
- Michel Germain : Déménageur
- Denis Michaud : Antiquaire
- Jean-Robert Bourdage : Antiquaire
- Sylvestre Rios-Falcon : Antiquaire
- Serge Desrosiers : Antiquaire
- Jean-Philippe Côté : Domestique à la campagne
- Henri Pardo : Domestique à la campagne
- Stéphane Carbonneau : Domestique à la campagne
- Yanek Gadzala : De Gaulle